# Fortescue
Fortescue (до июля 2023 года Fortescue Metals Group, FMG) — австралийская горнодобывающая компания, занимающаяся добычей железной руды. По состоянию на 2015 год является четвёртой по величине производственной мощности компанией-производителем железной руды в мире. Fortescue Metals Group арендует участки площадью более 87 000 км² в регионе Пилбара, Западная Австралия, что делает её крупнейшим владельцем участков в штате, превосходящим BHP Billiton и Rio Tinto.
Fortescue ежегодно добывает свыше 165 млн тонн железной руды.

## Горнорудные проекты
Компания имеет два основных района добычи, расположенных в регионе Пилбара, Западная Австралия: Chichester Hub и Solomon Hub. Планы по созданию третьего — Western Hub — находятся в стадии разработки.

### Chichester Hub
Chichester Hub расположен в центре Пилбары и включает крупнейшее место добычи компании — шахту Cloudbreak и второе по размеру — шахту Christmas Creek. Этот район добычи ежегодно производит около 90 млн тонн железной руды, а также ещё 5 млн тонн в совместном предприятии с компанией BC Iron.

### Cloudbreak
Cloudbreak является первым местом добычи компании и производит около 40 млн тонн железной руды в год. Для добычи руды с горизонтальным характером отложений потребовалось создание нового подхода к горной добыче, отличающегося от используемого в других шахтах, имеющих вертикальные месторождения руды. Удаление вскрыши производится с помощью взрывной отбойки породы, самосвалов и экскаваторов, в то время как посредством специально разработанных карьерных комбайнов производится добыча и загрузка руды в грузовики для транспортировки и запасания. Установки для сортировки, дробления и очистки от песка руды Cloudbreak, используемые для её переработки, позволяют подготовить продукцию и улучшить её качество перед складированием руды. Средства транспортировки на поездах в Cloubreak позволяют перевозить 16 тыс. тонн руды в час на поездах, общая длина состава которых достигает 2700 м, готовых к движению по 260-километровой железной дороге, предназначенной для тяжеловесных грузов, к промышленным площадкам в порту Herb Elliott.

### Christmas Creek
Добыча руды в районе Christmas Creek, находящемся в 50 км к востоку от Cloudbreak, началась в мае 2009 года. Последующие проекты по расширению подняли производственную мощность до 50 млн тонн в год. Работы на Christmas Creek были расширены, после чего в конце 2010 года железнодорожная линия из Порт-Хедленда в Cloudbreak была расширена на 50 км, что позволило транспортировать руду до Cloudbreak. Первый блок обработки руды на Christmas Creek был введён в эксплуатацию в апреле 2011 года, второй — в 2012 году. В ходе второго расширения было завершено несколько дополнительных проектов по улучшению инфраструктуры, таких как строительство магистрального конвейера длиной 6,3 км на поверхности карьера, создание новой взлётно-посадочной полосы, расширение электростанции и увеличение вместимости производственного населённого пункта до 1600 комнат.
В январе 2013 года FMG заключила контракт с Macmahon Holdings на сумму $1,8 млрд для расширения шахты Christmas Creek. Расширение Christmas Creek увеличило эксплуатационные возможности Chichester Hub до 95 млн тонн в год и стало ключевым компонентом в плане компании по увеличению добычи до 160 тонн в год.

### Solomon Hub
Solomon Hub расположен в центре арендованного FMG участка земли площадью 87 000 км² в регионе Пилбара и является следующим крупным проектом компании. Этот район добычи содержит почти вдвое больше ресурсов, в то время как его коэффициент вскрыши более чем в два раза ниже, чем у Chichester Hub. Команда исследований Fortescue Metals Group оценила размеры месторождений Solomon Hub в 2,86 млрд тонн, однако, предположительно, район содержит 5 млрд тонн ресурсов. В мае 2013 года в Solomon Hub была открыта шахта Firetail с производственной мощностью в 20 млн тонн в год. В декабре того же года компания объявила об открытии шахты Kings, производящей 40 млн тонн ежегодно.
Средства транспортировки на поездах в Firetail были введены в эксплуатацию в ноябре 2012 года. Первая перевозка руды была произведена по железной дороге Хамерсли, принадлежащей FMG, в декабре 2012 года.

### BC Iron
BC Iron — гораздо меньшая по сравнению с FMG горнодобывающая компания, владеющая месторождениями железной руды в Нулладжине. В 2009 году обе компании вступили в совместное предприятие с равными долями, в котором BC Iron руководила добычей, дроблением, сортировкой и перевозкой руды, в то время как Fortescue Metals Group приняла на себя обязательства предоставить оставшуюся перевозку и портовые услуги. В декабре 2012 года Fortescue Metals Group продала 25 % доли BC Iron за A$190 млн и согласилась увеличить располагаемую мощность железнодорожной и портовой инфраструктуры Fortescue с 5 до 6 млн тонн в год на весь срок совместного предприятия.

## Инфраструктура
Fortescue Metals Group построила железную дорогу протяжённостью 260 км для перевозки железной руды и порт Herb Elliott вблизи Порт-Хедленда. Она имеет эстакаду над железной дорогой Маунт-Ньюмен и пересечение путей с железной дорогой Голдсуорти, обе из которых принадлежат компании BHP Billiton. Впервые транспортировка руды по железной дороге FMG произошла в мае 2008 года спустя 3,5 года после начала её строительства.
250-вагонные составы железнорудных поездов на железной дороге Fortescue Metals Group являются одними самых тяжёлых поездов в мире. Общая длина состава достигает 2700 м, масса около 40 тыс. тонн, грузоподъёмность 35 тыс. тонн. Железная дорога доступна для других компаний за отдельную плату. Atlas Iron подписала коммерческое соглашение на использование железнодорожной линии и порта FMG.
Железная дорога FMG является параллельной с другой железной дорогой, принадлежащей BHP Billiton, на протяжении более 100 км. Fortescue запросила доступ к использованию этой линии, однако BHP отказала. Вопрос остаётся в судебном разбирательстве.
Fortescue Metals Group использует современные пневматические тормоза с электронным управлением для всех своих подвижных составов.

## Иски против компании

### Дело о вводящих в заблуждение и мошеннических действиях
В конце 2004 и начале 2005 года председатель совета директоров (а затем CEO) Эндрю Форрест сделал ряд заявлений, которые ввели Fortescue Metals Group в юридически обязательные соглашения с тремя крупными государственными китайскими предприятиями с целью создания и финансирования инфраструктуры компании. В 2006 году Австралийская комиссия по ценным бумагам и инвестициям (ASIC) подала гражданский иск против Fortescue Metals Group, заявив, что компания занималась действиями, представляющими собой обман и введение в заблуждение, нарушила требования к раскрытию информации, изложенные в Законе о Корпорациях 2001 года, заявляя, что имеет обязывающие соглашения с Китаем, и Форрест как директор компании нарушил свои обязанности.
В ходе первого слушания по делу в Федеральном суде судья отклонил требования ASIC во всей их полноте. Комиссия подала апелляцию и в феврале 2011 года добилась обжалования в коллегиальном заседании Федерального суда, в ходе которого жалобы ASIC были поддержаны единогласно. Fortescue Metals Group обжаловала решение, и в 2012 году Верховный суд постановил, что представление фактов о соглашениях FMG не было ни ложным, ни вводящим в заблуждение.
Несмотря на раннее заявление, в 2008 году FMG отгрузила в Китай первую партию железной руды. Fortescue Metals Group имеет по меньшей мере 10 сталелитейных контрактов с Китаем на срок около 10 лет. Baosteel стала первой компанией, получившей их железную руду.

### Противодействие аренде Solomon Hub
В 2008 году FMG подала заявления на аренду трёх участков земли и начала переговоры с её местными владельцами через Yindjibarndi Aboriginal Corporation (сокр. YAC). Переговоры завершились неудачей, и в 2009 году YAC, изначально будучи не в состоянии предотвратить выдачу лицензий, подала возражения против выдачи трёх лицензий в местный суд, занимающийся делами по владению исконными землями. В предыдущем году YAC также не удалось добиться обжалования от Федерального суда Австралии, и в ноябре 2010 года правительство штата выдало FMG лицензии на проведение горных работ. Как FMG, так и YAC в настоящее время ожидают результатов по новой апелляционной жалобе. По оценкам компании 2011 года, в течение следующих 40 лет она может добыть 2,4 млрд тонн руды стоимостью $280 млрд по действовавшим ценам.
8 апреля 2011 года юридическая фирма Slater and Gordon, представлявшая Yindjibarndi Aboriginal Corporation в переговорах с FMG, потребовала Fortescue Metals Group выплатить компенсацию YAC. В марте 2011 года FMG была обвинена в попытке совершить сделку с отколовшейся группой Yindjibarndi из 200 человек с целью расколоть сообщество Yindjibarndi в ходе переговоров, чтобы получить доступ к земле, исконно принадлежащей коренным народам, для запланированного в регионе Пилбара проекта Solomon Hub стоимостью $8,5 млрд. Несмотря на то, что юридическая фирма признала, что FMG выплатила компенсацию, она заявила, что этого недостаточно по сравнению с прибылью, которая будет получена при добыче ресурсов на исконной земле их клиента, и арендной платой, выплаченной не коренным народам.

## Связи с коренными народами
В августе 2013 года главный исполнительный директор компании Невилл Пауэр объявил, что компания достигла свой цели присуждения $1 млрд в контрактах с коренными жителями к концу 2013 года. В 2011 году компания в рамках своей программы «Миллиард Возможностей» обязалась вручить $1 млрд в контрактах с предприятиями, 25 % акций которых принадлежат коренным жителям Австралии.
Компания подписала 102 договора и субдоговора с 50 предприятиями, включая договоры на сумму $500 млн с шестью совместными предприятиями коренных народов и Morris Corporation, что стало крупнейшим в истории пакетом контрактов, связанным с предприятиями представителей коренных народов, и достигла своей цели на шесть месяцев раньше запланированного срока. FMG заявила, что более чем по 80 % заключённых контрактов были награждены предприятия, принадлежащие коренным жителям по меньшей мере наполовину. Председатель совета директоров Эндрю Форрест заявил The Guardian: «Глубина того, чего достигли коренные народы, и изменение руководства, в котором они принимают участие, имеет действительно историческое значение».